# Gymnoscelis deleta
Gymnoscelis deleta är en fjärilsart som beskrevs av George Francis Hampson 1891. Gymnoscelis deleta ingår i släktet Gymnoscelis och familjen mätare. Inga underarter finns listade i Catalogue of Life.